# Michiko Aoyama
Michiko Aoyama (en japonais : 青山 美智子, Aoyama Michiko ; née le 9 juin 1970 dans la préfecture de Saitama) est une journaliste et écrivaine japonaise.

## Biographie
Michiko Aoyama  a commencé sa carrière en écrivant des articles pour un journal australien destiné au lectorat japonais. Par la suite elle se concentre à l'écriture de ses romans. 
Le livre La Bibliothèque des rêves secrets est devenu un best-seller au Japon. Il est publié et traduit dans de nombreux autres pays. 

## Ouvrages (traduit en français)
- Michiko Aoyama, La Bibliothèque des rêves secrets, Nami, 2022, 352 p. (ISBN 978-2493816023)
- Michiko Aoyama, Un jeudi saveur chocolat, NAMI, 2023, 224 p. (ISBN 978-2493816214)
- Michiko Aoyama, Un lundi saveur matcha, NAMI, 2024, 224 p. (ISBN 978-2493816375)
- Michiko Aoyama, La Forêt au clair de lune, NAMI, 2024, 288 p. (ISBN 978-2493816443)
- Michiko Aoyama, Rencontres au parc Hinode, Paris, Nami, 2025, 245 p. (ISBN 978-2-493816-94-8)